# Ryan Leng
Ryan Leng (* 1985 oder 1986 in Lindenhurst, Illinois) ist ein professioneller US-amerikanischer Pokerspieler und -trainer. Er ist dreifacher Braceletgewinner der World Series of Poker.

## Pokerkarriere

### Werdegang
Leng lernte das Spiel in privaten Runden mit seiner Hockeymannschaft. Mittlerweile hat er online schätzungsweise rund 10 Millionen Pokerhände gespielt. Auf der Plattform WSOP.com nutzt der Amerikaner den Nickname Adopt_aDogg0.
Seine ersten Geldplatzierungen bei Live-Pokerturnieren erzielte Leng im Mai 2011 beim Five Star World Poker Classic im Hotel Bellagio in Paradise am Las Vegas Strip. Im Juni 2011 war er erstmals bei der World Series of Poker (WSOP) im Rio All-Suite Hotel and Casino am Las Vegas Strip erfolgreich und kam bei zwei Turnieren der Variante No Limit Hold’em in die Geldränge. Während der World Championship der World Poker Tour im Bellagio gewann der Amerikaner im Mai 2012 innerhalb von sechs Tagen gleich drei Turniere, die ihm Preisgelder von rund 40.000 US-Dollar einbrachten. Nachdem er 2013 lediglich dreistellige Preisgelder hatte einfahren können und 2014 bei keinem Live-Turnier die Preisgeldränge erreicht hatte, kam er Anfang Dezember 2015 bei einem Event der Rock ’N’ Roll Poker Open in Hollywood, Florida, an den Finaltisch. Bei der WSOP 2016 wurde er Vierter bei einem Bounty-Event und erreichte auch erstmals beim WSOP-Main-Event die bezahlten Ränge. Im Jahr darauf belegte Leng bei einem Turnier der WSOP 2017 den mit knapp 240.000 US-Dollar dotierten zweiten Platz. Anschließend platzierte er sich erneut beim Main Event in den Geldrängen und schied am sechsten Turniertag auf dem 41. Platz aus, der mit über 175.000 US-Dollar prämiert wurde. Im Oktober 2017 entschied der Amerikaner ein Event des WSOP-Circuits in Elizabeth für sich und erhielt seinen ersten von mittlerweile vier goldenen Circuitringen. Bei der WSOP 2018 gewann er ein Bounty-Turnier und sicherte sich ein Bracelet sowie den Hauptpreis von mehr als 270.000 US-Dollar. Ein Jahr später erzielte er 14 Geldplatzierungen bei der WSOP 2019. Bei der aufgrund der COVID-19-Pandemie erstmals ausgespielten World Series of Poker Online (WSOPO) belegte Leng Ende Juli 2020 auf WSOP.com einen zweiten Platz, für den er über 80.000 US-Dollar erhielt. Ende Oktober 2020 gewann er auf derselben Plattform das Circuit-Main-Event mit einer Siegprämie von knapp 115.000 US-Dollar. Bei der WSOPO 2021 setzte sich der Amerikaner Mitte Juli 2021 bei einem Freezeout-Turnier durch und erhielt knapp 110.000 US-Dollar sowie sein zweites Bracelet. Mitte Oktober 2021 gewann er bei der WSOP 2021 ein Event in der gemischten Variante 8-Game und sicherte sich sein drittes Bracelet und knapp 140.000 US-Dollar. Wenige Tage später belegte Leng beim Monster Stack der Turnierserie den mit knapp 380.000 US-Dollar dotierten zweiten Platz. Auch bei der Poker Player’s Championship saß er am Finaltisch und erhielt für seinen zweiten Rang knapp 600.000 US-Dollar.
Insgesamt hat sich Leng mit Poker bei Live-Turnieren mehr als 3 Millionen US-Dollar erspielt.

### Braceletübersicht
Leng kam bei der WSOP 83-mal ins Geld und gewann drei Bracelets:
| Jahr   | Buy-in (in $) | Turnier                               | Teilnehmer | Preisgeld (in $) |
| ------ | ------------- | ------------------------------------- | ---------- | ---------------- |
| 2018 O | 1500          | No-Limit Hold’em Bounty               | 1983       | 272.765          |
| 2021 O | 1000          | WSOP.com – No Limit Hold’em Freezeout | 0561       | 108.654          |
| 2021 O | 1500          | Eight Game Mix 6-Handed               | 0484       | 137.969          |